# Authoison
Authoison ist eine Gemeinde im französischen Département Haute-Saône in der Region Bourgogne-Franche-Comté.

## Geographie
Authoison liegt auf einer Höhe von 270 m über dem Meeresspiegel, etwa 15 Kilometer südlich der Stadt Vesoul (Luftlinie). Das Dorf erstreckt sich nördlich des Flusstals des Ognon, in einem Becken an der Quelle des Ruisseau d'Authoison, zwischen den Waldhöhen von Bois Lajus im Süden und Bois de Filain im Norden.
Die Fläche des 16,02 km² großen Gemeindegebiets umfasst einen Abschnitt der gewellten Landschaft zwischen den Flusstälern von Ognon im Süden und Saône im Nordwesten. Der Hauptteil des Gebietes wird vom Becken von Authoison eingenommen, das durchschnittlich auf 280 m liegt und einen Durchmesser von rund 3 km aufweist. Es wird überwiegend landwirtschaftlich genutzt. Für die Entwässerung nach Süden durch ein schmales Tal sorgt der Ruisseau d'Authoison, der im Bereich des Dorfes entspringt. Das Becken wird von plateauartigen Anhöhen flankiert, die meist Höhen von 300 bis 360 m erreichen. Nach Norden erstreckt sich das Gemeindeareal in die Waldungen des Bois du Grand Buisson (350 m) und des Bois de Filain, deren Hochflächen aus Kalkschichten der mittleren Jurazeit bestehen. Die östliche Abgrenzung bildet der Maniton (323 m). Im Süden wird das Becken von den Höhen des Bois Lajus gesäumt, die aus Kalken der oberen Jurazeit aufgebaut sind. Hier wird mit 387 m die höchste Erhebung von Authoison erreicht.
Nachbargemeinden von Authoison sind Échenoz-le-Sec und Filain im Norden, Vy-lès-Filain und Villers-Pater im Osten, Ruhans im Süden sowie Quenoche und Pennesières im Westen.

## Geschichte
Bereits im 11. Jahrhundert bildete Authoison eine Pfarrei. Im Mittelalter gehörte das Dorf zur Freigrafschaft Burgund und darin zum Gebiet des Bailliage d’Amont. Das Adelsgeschlecht der Familie d'Authoison ist seit 1174 belegt. Diese schenkte Authoison 1206 dem Kloster Bellevaux. Zusammen mit der Franche-Comté gelangte das Dorf mit dem Frieden von Nimwegen 1678 definitiv an Frankreich. Nach der Französischen Revolution wurde Authoison, das damals noch Antoison hieß, 1793 für kurze Zeit Hauptort eines eigenen Kantons. Dieser wurde jedoch bereits 1801 dem Kanton Montbozon angegliedert. Seit 2000 ist Authoison Mitglied des 21 Ortschaften umfassenden Gemeindeverbandes Communauté de communes du Pays de Montbozon.

## Sehenswürdigkeiten
Die Kirche Saint-Étienne wurde im 18. Jahrhundert neu erbaut und besitzt eine reiche Ausstattung.

## Bevölkerung
| Jahr                       | 1962 | 1968 | 1975 | 1982 | 1990 | 1999 |
| Einwohner                  | 208  | 179  | 197  | 223  | 227  | 214  |
| Quellen: Cassini und INSEE |      |      |      |      |      |      |

Mit 255 Einwohnern (2005) gehört Authoison zu den kleinen Gemeinden des Département Haute-Saône. Nachdem die Einwohnerzahl in der ersten Hälfte des 20. Jahrhunderts deutlich abgenommen hatte (1881 wurden noch 432 Personen gezählt), wurde seit Beginn der 1970er Jahre wieder ein leichtes Bevölkerungswachstum verzeichnet.

## Wirtschaft und Infrastruktur
Authoison war bis weit ins 20. Jahrhundert hinein ein vorwiegend durch die Landwirtschaft (Ackerbau, Obstbau und Viehzucht) und die Forstwirtschaft geprägtes Dorf. Daneben gibt es heute verschiedene Betriebe des lokalen Kleingewerbes. Mittlerweile hat sich das Dorf auch zu einer Wohngemeinde gewandelt. Viele Erwerbstätige sind deshalb Wegpendler, die in den größeren Ortschaften der Umgebung ihrer Arbeit nachgehen.
Die Ortschaft liegt abseits der größeren Durchgangsachsen an einer Departementsstraße, die von Vellefaux nach Beaumotte führt. Weitere Straßenverbindungen bestehen mit Filain und Pennesières.

## Persönlichkeiten
- Lucien Bersot (1881–1915), Soldat